# PuTTY
PuTTY(パティ)はSimon TathamがMIT Licence(オープンソースソフトウェアライセンスの一種)で開発・公開しているリモートログオンクライアントである。

## 特徴
本ソフトウェアは、下記の機能を有し、SSH・SSH2・telnet・rlogin・TCP・シリアルポート(RS-232・RS-422・EIA-485)の各通信プロトコルに対応している。
また、サードパーティーの成果も有って、Windowsのみならず、macOSやUNIX系からAndroidやWindows Mobileまで、更にはSymbian OSやWindows Embedded Compactも含めて、様々なOSに移植されている。
- ポートフォワーディング機能(X11フォワードを含む)
- VT102のほぼ完全なエミュレーション及びxtermやECMA-48端末の制御シーケンスの多くのサポート
- 詳細なオプション(暗号化や認証に関する設定やトンネリングなど)
- 接続先毎に異なる設定を保存できる
- SCPやSFTPのコマンドラインクライアントユーティリティの付属
  - Plink: 各プロトコル(ssh・telnet・rlogin)での接続を司るコマンドラインツール
  - PuTTY: バックエンドにPlinkを用いてサーバーへの接続を行うCUIツール (PuTTY本体)
    - PuTTYtel: telnetとrloginのみ可能なCUIツール

  - PSCP: SSHまたはSSH2のサーバーとSCPでファイルを遣り取りするコマンドラインツール
  - PSFTP: SSH2サーバーとファイルをSFTPで対話的に遣り取りするコマンドラインツール
  - PuTTYgen: SSHでの暗号通信に必要なRSA暗号やDSAによる公開鍵を作成する
  - Pageant: SSH認証を行うデーモン(PuTTY・PSCP・PSFTP・Plinkを内部的に使用する)

更に、PuTTY PRIVATE PATCHESやPuTTYrvのように、オリジナルのPuTTYを基に機能追加された版が幾つか存在する。

### 複数接続
PuTTYを内部で多重起動して同時に複数の端末に接続できるユーティリティとして、SuperPuttyやPuTTYTabManagerが利用されている。
これらは、タブ化され各ウィンドウペインをドッキング自在なユーザーインターフェイスを持ち、一つのウィンドウ内で複数接続からセッション管理まで実行できるのでユーザビリティに優れる。
ただし、これらはPuTTYのラッパーとして機能するので、単独での利用はできずPuTTYを組み合わせて用いられる。
SuperPuttyは、バックグラウンドでPuTTYと供にPSCPやWinSCPおよびFileZillaを連携させて、SuperPuttyのGUIユーザーインターフェイスからSCPやSFTPによるファイルを遣り取りでき、また、リモートデスクトップクライアントであるTightVNCを組み合わせれば、SSHポートフォワーディングを介したVNC接続を行える。

### 派生版
PuTTYから派生したアプリケーションとしては、KiTTYやPieTTYなどがある。
これらには、PuTTYの特徴を備えたうえで、更に独自の機能拡張が施されている。

### PuTTYを内包しているもの
SSHクライアントの一種であるmRemoteNGやSolar-PuTTYでは、パッケージにPuTTYの機能拡張版が含まれている。
また、VT220のエミュレーターの一種であるIVTは、PuTTYのコードを含んでおり、リモートログオンクライアントとしても利用できる。
CygwinやMSYSでは、PuTTYを基に、minttyが独立して開発されている。
XmingはPuTTYをサポートしており、パッケージにはPuTTYのplink.exeも含まれている。
Androidで動作するMobile SSHでは、バックエンドライブラリにPuTTYが使用されている。

## 日本における動向
日本では、1990年代後半まではTera TermがWindows用端末エミュレータの代表格だった。その後にSSH2の需要が高まったが、Tera Termは一時SSH2をサポートしていなかった。現在はTera TermはSSH2に対応している。
PuTTYは登場した1998年当初からSSH1及びSSH2に対応していた。
現在では、有志の日本語化によるPuTTYjpや様々なpatchを適用したPuTTY ごった煮版を基として更に機能が追加されたPuTTY PRIVATE PATCHESやPuTTYrvが広く使用され、Windows環境では代表的なリモートログオンクライアントとなっている。